# جوني آدامز
جوني آدامز (بالإنجليزية: Johnny Adams)‏ هو مغني وموسيقي أمريكي، ولد في 5 يناير 1932 في نيو أورلينز في الولايات المتحدة، وتوفي في 14 سبتمبر 1998 في باتون روج في الولايات المتحدة بسبب سرطان المعدة.

## وصلات خارجية
- جوني آدامز على موقع IMDb (الإنجليزية)
- جوني آدامز على موقع ميوزك برينز (الإنجليزية)
- جوني آدامز على موقع أول ميوزيك (الإنجليزية)
- جوني آدامز على موقع ديسكوغز (الإنجليزية)